# Tharoiseau
Tharoiseau é uma comuna francesa na região administrativa de Borgonha-Franco-Condado, no departamento de Yonne. Estende-se por uma área de 3,39 km². Em 2010 a comuna tinha 62 habitantes (densidade: 18,3 hab./km²).